# Кузнецов, Фёдор Матвеевич
Фёдор Матвеевич Кузнецов (1 июля 1916 — 4 сентября 1986) — советский гребец-байдарочник, тренер, организатор спортивных мероприятий. Мастер спорта СССР (1948). Неоднократный чемпион СССР. Участник Великой Отечественной войны.

## Биография
Родился в 1916 году в городе Халтурин Вятской губернии.
Окончил ГОЛИФК им. П. Ф. Лесгафта в Ленинграде (1940).
Участник Великой Отечественной войны. Воевал на Ленинградском фронте в дальней разведке. После получения ранения работал инструктором в школе разведчиков.
В 1935 году начал заниматься греблей. Выступал за ленинградские спортивные общества «Пищевик», «Строитель» и «Труд». Становился чемпионом СССР по гребле (1946, 1947, 1949, 1950 — байдарке-одиночке на дистанции 1000 метров; 1947, 1948 — на байдарке-двойке на дистанции 1000 метров), серебряным призёром чемпионата СССР (1948) и бронзовым призёром чемпионата СССР (1951).
Тренировал сборную Ленинграда. С 1951 по 1961 год являлся преподавателем Военного института физической культуры (Ленинград). С 1961 по 1964 год — начальник базы ЦСКА «Терскол».
Соавтор книги «Народная и байдарочная гребля» (1950).
Скончался 4 сентября 1986 года.

## Награды и звания
- Орден Красной Звезды (октябрь 1941 года)[1]
- Медаль «За боевые заслуги»[1]

## Семья
Супруга — Кузнецова Фаина Константиновна — неоднократный призёр первенства СССР по гребле на байдарках и каноэ.
Дочь — Медведева Ольга Фёдоровна — заслуженный тренер России
Внуки — Медведев Илья Леонидович и Медведев Сергей Леонидович — также гребцы-байдарочники.